# Xylethrus
Xylethrus là một chi nhện trong họ Araneidae.